# Кітбуга аль-Аділь
Аль-Малік аль-Аділь Зайн ад-Дін Кітбуга аль-Мансурі (араб. الملك العادل زين الدين كتبغا بن عبد الله المنصورى التركى المغلى; помер 1297) — мамелюкський султан Єгипту монгольського походження.

## Життєпис
Юнаком був узятий у полон після поразки монгольської армії при Хомсі 1260 року. Його придбав еміром Калаун, після чого він спочатку став одним з його особистих мамелюків — Мансурі, а після тривалої служби — наближеним еміром Калауна, який тоді вже став султаном, а потім — і його сина Халіля
Після того як Халіль був убитий (14 грудня 1293 року) його місце спробував зайняти один зі змовників, емір Байдара, але й він загинув за кілька днів від рук відданих Халілю мамелюків на чолі з Кітбугою. На трон зійшов восьмирічний брат Халіля Мухаммад з титулом ан-Насір, а Кітбуга став віце-султаном, одним з двох найвпивовіших людей у державі, поряд із візиром Алам ад-Діном Санджаром Шуджаї. У боротьбі за владу з останнім Кітбуга здобув перемогу і, усунувши наприкінці 1294 року Мухаммада, проголосив себе султаном з титулом аль-Малік аль-Аділь.
Кітбуга міг розраховувати на відданість емірів і мамелюків монгольського походження. Змова Санджара аш-Шуджаї проти Кітбуги була розкрита монгольським мамелюком Санджара — Кунуком ат-Татарі.
Вищі чиновники висловлювали своє невдоволення тим, що султан сприяв своїм одноплемінникам і надав їм рівні з мамелюками права. Це стало однією з причин повалення Кітбуги віце-султаном Ладжін аль-Мансуром. Ладжін, прусс чи грек за походженням, спирався на черкеських мамелюків Бурджі, а султан — на емірів і мамелюків Захірі, а також воїнів халка, курдські допоміжні війська та вершників вафідія. Кітбуга був засланий у Дамаск, але потім йому знову дозволили управляти Хамою. 1299 року, під час походу проти ільхана Газана, ойрати повстали, маючи намір убити султана й повернути трон Кітбузі, але їхній заколот зазнав краху.